# سیارک ۲۲۹۱۱
سیارک ۲۲۹۱۱ (به انگلیسی: 22911 Johnpardon، نامگذاری:1999TX30) بیست و دو هزار و نهصد و یازدهمین سیارک کشف شده‌است که در ۴ اکتبر ۱۹۹۹ کشف شد.
قدر مطلق سیارک برابر ۱۰.۷ است.